# Karol Chojnacki
Karol Chojnacki herbu Trzaska – cześnik buski w latach 1736-1764, sędzia kapturowy ziemi przemyskiej w 1764 roku.